# Crown Point (Trinidad e Tobago)
Crown Point è un centro abitato di Trinidad e Tobago situato sull'isola di Tobago e facente parte della parrocchia di Saint Patrick, nella parte più occidentale dell'isola.